# In Treue fest

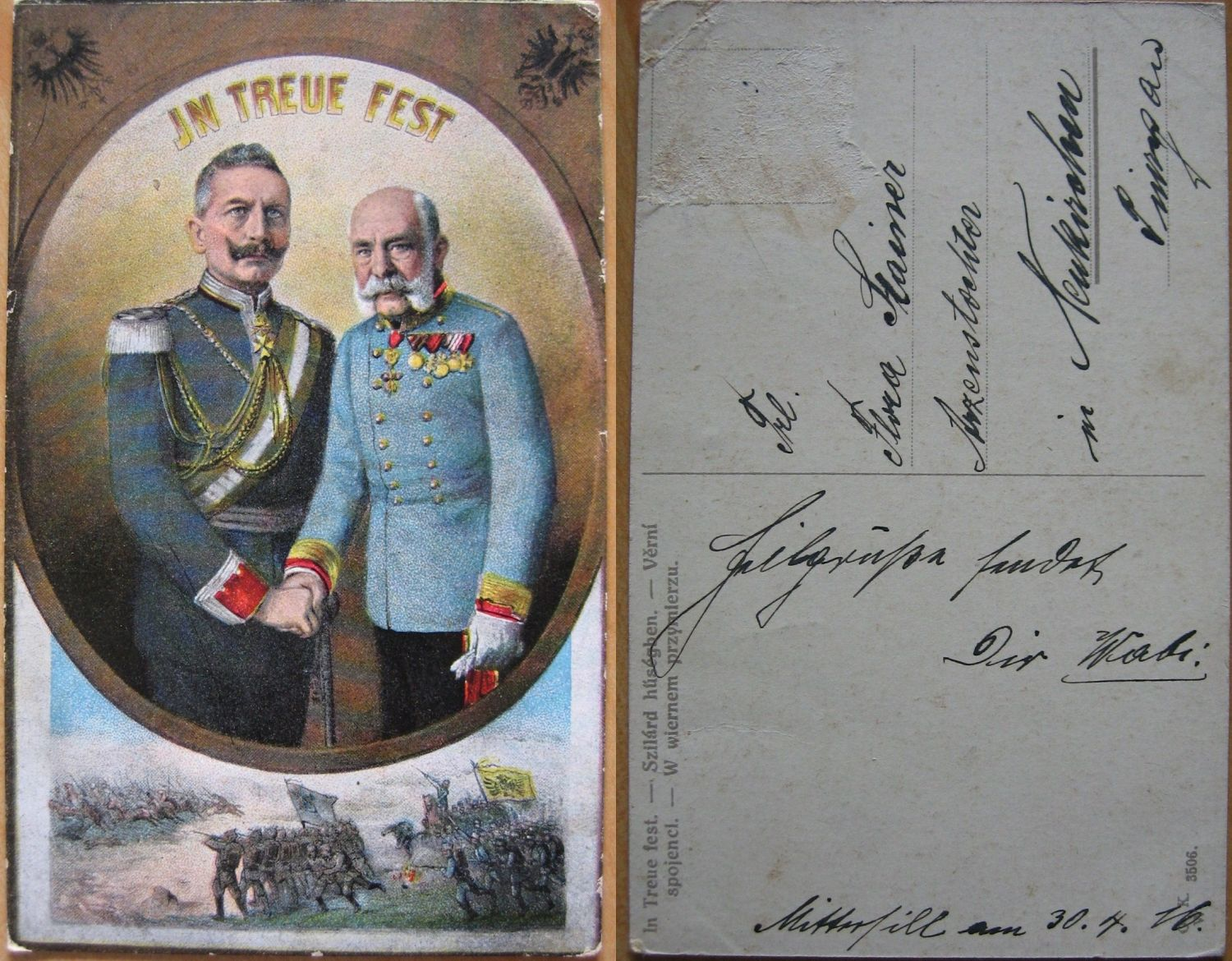
Postal de la Primera Guerra Mundial (30 de abril de 1916) mostrando a los emperadores alemán y austríaco con la leyenda In Treue fest.

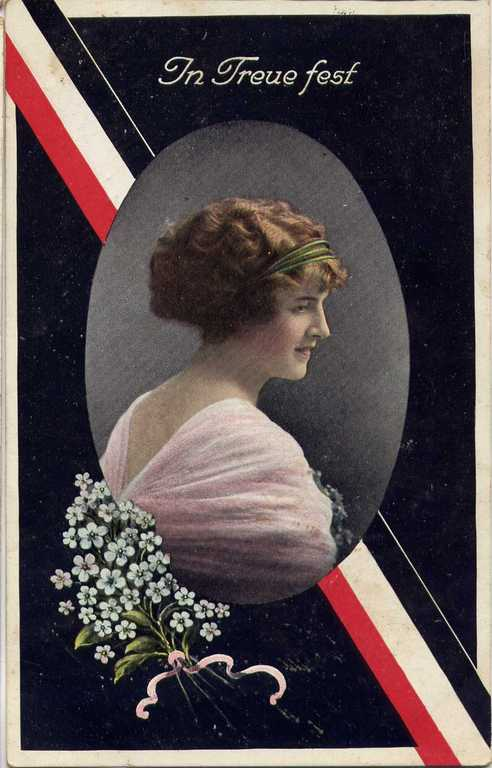
Postal de campo con el lema "In Treue fest", con los colores del Imperio alemán y el retrato de una mujer, enviado desde Osnabrück en enero de 1916.

In Treue fest  (en alemán para "firme en la lealtad") fue el lema del Reino de Baviera (1805-1918) y de sus gobernantes de la Casa de Wittelsbach, después del fin de la I Guerra Mundial utilizado por los monárquicos bávaros.
El lema tiene su origen como el lema de la Orden de San Huberto de los Duques de Jülich y Berg. La orden desapareció en el siglo XVII, y revivió en 1708 bajo el gobierno de Juan Guillermo, en cuyo tiempo el Ducado de Jülich-Berg había pasado a la rama Palatina de la Casa de Wittelsbach. La orden fue importada a Baviera en 1778 cuando Carlos Teodoro, Duque de Jülich y Berg y Conde Elector Palatino, sucedió a su primo sin descendencia, Maximiliano III José como Elector de Baviera. En 1799, Carlos Teodoro fue sucedido por Maximiliano I José de Baviera, un miembro de una rama diferente de la casa de Wittelsbach, quien se convertiría en el primer rey de Baviera.
El lema es el título de dos marchas militares, una de Carl Teike (1903, título en inglés "Steadfast and True") y otra por August Högn (1905). Es invocado en el último verso del Argonnerwaldlied (1914). Desde 1909, el lema estuvo grabado en las hebillas de cinturón de las tropas bávaras. Durante la Primera Guerra Mundial, el lema fue reproducido frecuentemente en postales y otros recuerdo, a menudo con los retratos de los emperadores Guillermo II y Francisco José I. La "fidelidad" invocada en el lema es interpretada ahora como una referencia a la lealtad entre el Imperio alemán y Austria-Hungría en su alianza de 1879 en vista del creciente aislamiento político de las Potencias Centrales en víspera de la Gran Guerra. Bernhard von Bülow invocó la lealtad mutua entre Alemania y Austria-Hungría en 1909 como Nibelungentreue en su discurso en el Reichstag de 29 de marzo de 1909.
Después de la Primera Guerra Mundial se convirtió en un lema de los monárquicos alemanes y las asociaciones de veteranos también fuera de Baviera. Así IN TREUE FEST es inscrito en el memorial de guerra en Sörhausen, Syke, Baja Sajonia. En 1921, se fundó la liga nacionalista y realista bávara In Treue fest en el Sterneckerbräu. Fue prohibida por los nazis el 2 de febrero de 1933, y después restablecida en 1952. Debido a su asociación con la monarquía, el lema a diferencia de otros eslóganes militares alemanes (notoriamente el término Nibelungentreue), permaneció sin ser asociado con la ideología Nazi y todavía está en uso por varias asociaciones alemanas, incluyendo Tambourcorps "In Treue fest" (Anstel, fundada en 1919/20), Neusser Tambourkorps "In Treue fest" (Neuss, fundada en 1968). La bávara Studentenverbindung KBStV Rhaetia München (fundada en 1881) usa el lema cum fide virtus ("virtud con lealtad"), que pretende ser una traducción latina del lema de la Casa de Wittelsbach; KStV Alamannia Tübingen utiliza la traducción latina In fide firmitas ("firmeza en la lealtad").